# Borzsák Endre
Borzsák Endre (Monor, 1909. január 31. – 1985. február 26.) magyar néprajzkutató.

## Korai gyermekévei
Monoron látta meg a napvilágot egy ötgyermekes család elsőszülött fiaként 1909. január 31-én.
Édesanyja, Lukátsy Jolán, édesapja dr. Borzsák József, latin-görög szakos gimnáziumi tanár.
Testvérei Monoron és Kisújszálláson születtek; Sándor 1911-ben, Ilona 1913-ban, József 1918-ban és Jolán 1920-ban.
Az elemi iskoláit magántanulóként végezte kezdetben Monoron, később Kisújszálláson. Itt szerzett gyermekkori élményei, az alföldi élet, az alföldi emberek olyan mély benyomást tettek rá, amely egész életében végigkísérte, sőt egész életpályáját meghatározta.
14 évesen elszökött otthonról a bugaci pásztorokhoz, annyira magával ragadta és vonzotta a pásztorélet különlegessége.

## Fiatal tanulóévei, gyűjtései
A középiskolát a Budapesti Református Főgimnáziumban végezte kiváló eredménnyel.
Ezután a Pázmány Péter Egyetem természetföldrajzi szakán kezdte meg az egyetemi tanulmányait, majd átiratkozott a néprajz szakra, ahol – és ez ismét egy meghatározó élmény – Györffy István tanítványa lett.
Szűkebb hazájában, Monoron - immár ifjú szakértőként – részt vett a néprajzi és történeti értékek összegyűjtésében.
Az egyetemi tanulmányai alatt (1930-34) és az azt követő években aktív közéleti tevékenységet folytatott. A harmincas évek közepén bekapcsolódott a cserkészmozgalomba.
Egyetemista korától szoros kapcsolatban volt a Magyar Néprajzi Múzeummal, és a következő években is számos gyűjtő- és kutatómunkát végzett az intézmény - kiváltképp annak címzetes igazgatója, Györffy István néprajzkutató - megbízásából. 1939-ben hivatalosan is a múzeum munkatársa lett.
1944 novemberében az átvonuló háborús front Monoron nem okozott jelentős károkat, de az ő házuk találatot kapott, leégett, és minden otthon őrzött írás, dokumentum odaveszett.
1945 tavaszán két kipusztuló félben lévő őshonos magyar fürtös juhot bízott rá a Néprajzi Múzeum. Úgy sikerült megmentenie az állatokat, hogy a családi ékszereket feláldozva visszavásárolta a juhokat az azokat hadi zsákmányként eltulajdonító szovjet katonáktól. Ebben nagy segítség volt a török nyelvtudása.
A frontszolgálatot sikerült elkerülni, de a háború végén őt is kötelezték málenkij robotra.
A Szovjetunióba való kényszermunkára hurcolástól - több száz szerencsétlen monori közül - talán csak ő menekült meg. Az itt állomásozó szovjet parancsnokság azért nem vagoníroztatta be, mert tolmácsként használta: közvetített az egymás szavát nem értő orosz és türk nyelvű katonái között.
A háború után tagja lett a Nemzeti Parasztpártnak.
1946 végén - ez idáig tisztázatlan körülmények között - munkaviszonya megszűnt a Néprajzi Múzeumnál.
Ezzel befejeződött hivatalos néprajzkutatói tevékenysége.

## Családi élete
1941 májusában megházasodott. Felesége, Magócsi Sára monori óvónő. Három gyermekük született: 1943-ban Farkas és Ajtony iker fiaik, 1946-ban Sarolta lányuk.

## Száműzetése és visszatérése
A napjait immár Monoron töltő, politikailag megbélyegzett embert attól a lehetőségétől is megfosztották, hogy szülővárosában helytörténeti munkát végezhessen.
Mivel megalkuvásra és kompromisszumra nem volt hajlandó - bár hivatalos hatósági eljárás nem indult ellene - jobbnak látta, ha elvonul a világtól, és az önmaga által vállalt száműzetésben, vadon körülmények között élt Tete-pusztán lévő néhány holdas birtokon 25-30 juh "társaságában.
Pusztai élete 8 évig tartott.
1956 elején jött vissza az "emberek közé".
Október 18-án hivatalosan is munkát vállalhatott - mint kőműves segédmunkás - a helyi építőipari vállalatnál.
Az 1956-os forradalom után Svájcban egyetemi állást ajánlottak neki, ő azonban nem akarta elhagyni hazáját és visszautasította.
1958 őszétől nyugdíjazásáig éjjeliőrként dolgozott Monoron, az Építőipari Szövetkezetnél.
Az éjjeliőr munka nyugalmasságát kihasználva tete-pusztai emlékei és tapasztalatai alapján ismét néprajzi témájú művek megírásába fogott. A szakma ismét felfigyelt rá.
László Gyula régészprofesszorral jó barátságot ápolt, Ortutay Gyula is segítette őt.
Oláh István a monori József Attila Gimnázium alapító igazgatója - felkérte, legyen a középiskola tanára, de ő ezzel a lehetőséggel sem élt.
A hatvanas-hetvenes években a Pest Megyei Hírlap, Monor és Vidéke külön kiadása is közzétett írásaiból.
Nagy vágya volt egy állandó kiállítás létrehozása ez életében sajnos nem sikerült.

## Időskori évei
A reményeit vesztett, sok csalódást megélt ember már nem igazán törődött azzal, hogy a benne rejlő tudást átörökítse az utókorra, ezért sok gyűjteménye és írása elkallódott.
A családtagok közül Csaba unokájával került legközelebbi kapcsolatba.
Nyugdíjas éveiben sokat foglalkozott vele, és igyekezett beavatni a őt a múlt megismerésének világába.
2000-ben a nagyapja megmaradt hagyatékának jó részét őrző és gondozó dr. Borzsák Csaba ügyvéd, jelentős számú tárgyi emlék adományozásával járult hozzá a 80 éve dédelgetett álom, a Monori Helytörténeti Kiállítás létrehozásához.
Bandi bácsi életének utolsó évtizedében sokat betegeskedett, alkotásra nemigen futotta.
Nevét a róla elnevezett monori Borzsák Endre Hagyományőrző Egyesület őrzi.